# Parancistrocerus coronado
Parancistrocerus coronado är en stekelart som först beskrevs av Richard Mitchell Bohart 1949.  Parancistrocerus coronado ingår i släktet Parancistrocerus och familjen Eumenidae. Inga underarter finns listade i Catalogue of Life.